# Vodní smršť

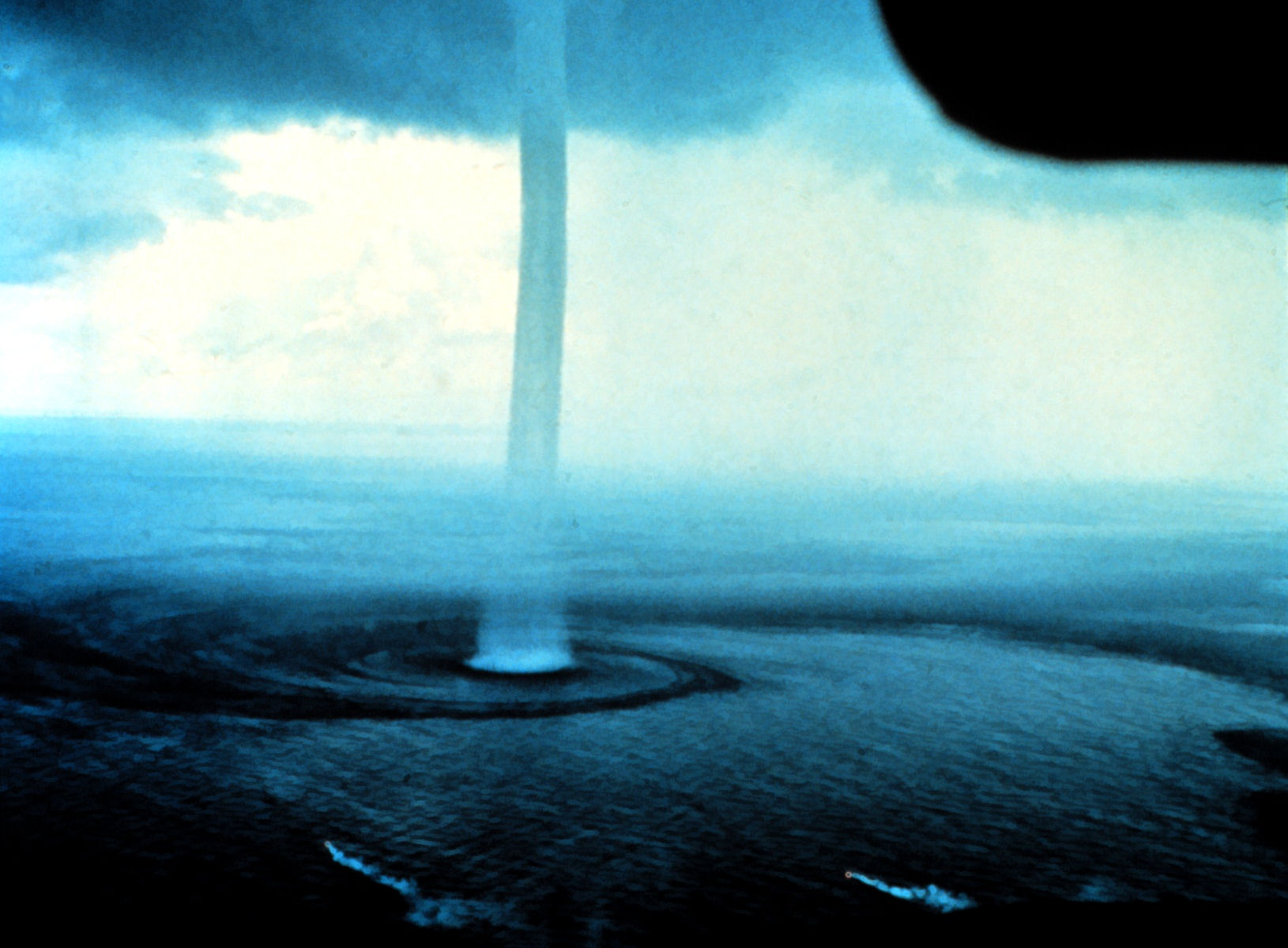
Vodní smršť poblíž Floridy

Vodní smršť (někdy vodní sloup či hovorově a ne vždy zcela přesně tornádo nad vodou) je označení silného, sloupcovitého víru, který se vyskytuje nad vodní plochou a je spojen s mrakem typu cumulonimbus. V nejčastější formě se vyskytuje jako nesupercelární tornádo nad vodní plochou. Vodní smrště jsou většinou slabší než jejich pozemní protějšky, není to však pravidlem.
Navzdory rozšířenému mýtu do sebe vodní smršť „nenasává“ vodu ani ji nezvedá do velkých výšek. Voda, ze které trychtýř smrště tvořen, je tvořena lokálně kondenzací vodní páry. Vodní smršť je však schopná zvednout vodní úroveň na místě, kde se vody dotýká, až o jeden metr.